# Náchodsko
Náchodsko je malá vesnice, část obce Kacákova Lhota v okrese Jičín. Nachází se asi 1 km na západ od Kacákovy Lhoty. V roce 2009 zde bylo evidováno 22 adres. V roce 2001 zde trvale žilo 25 obyvatel.
Náchodsko leží v katastrálním území Kacákova Lhota o výměře 3,98 km2.